# Harrie Jansen
Harrie Jansen (nascido em 25 de janeiro de 1947) é um ex-ciclista holandês.
Harrie nasceu em Amsterdã, e é irmão de Jan Jansen. Nos Jogos Olímpicos da Cidade do México 1968 terminou em 24º na prova de estrada.